# Santi Gucci
Santi Gucci (ca. 1530-1600) fue un arquitecto y escultor ítalo-polaco. 

## Biografía
Se trasladó a Polonia después de 1550, posiblemente desde Florencia, y llegó a ser el artista de corte del rey Segismundo II Augusto de Polonia, su hermana, la reina consorte de su sucesor, Anna Jagiellonka y el sucesor Esteban I Báthory, que le ennoblecieron, introduciéndole en la szlachta y otorgándole un escudo de armas. Su taller en Pińczów se convirtió en una destacada escuela artística que atrajo muchos futuros artistas, y uno de los centros difusores del Manierismo en Polonia.
Construyó o reformó un gran número de palacios de la aristocracia polaca, como el de la familia Firlej en Janowiec sobre el río Vistula (1565–1585), para los que también labró un sepulcro en la iglesia local (ca. 1586). Para la familia Piotr Myszkowski levantó un nuevo palacio en Książ Wielki (1585–1595), que no se ha conservado. También construyó el palacio Łobzów (o Krowodrza, 1585–1587), en Cracovia, y amplió el palacio de Pińczów (1591–1600). También se cree que fue el arquitecto de la sinagoga Pińczów.
Una de sus obras más notables es el diseño integral, incluyendo los monumentos funerarios de Segismundo Augusto de Polonia y Anna Jagiellonka, de la Capilla de Segismundo de Bartolommeo Berrecci (que ha sido calificada de "perla del Renacimiento italiano al norte de los Alpes". Entre 1594 y 1595 reformó la Capilla Mariacka Chapel para alojar la tumba de Stefan Batory. Otras de sus obras principales son la capilla de la familia Branicki en Niepołomice (1596) y la capilla de Santa Ana en Pińczów. 

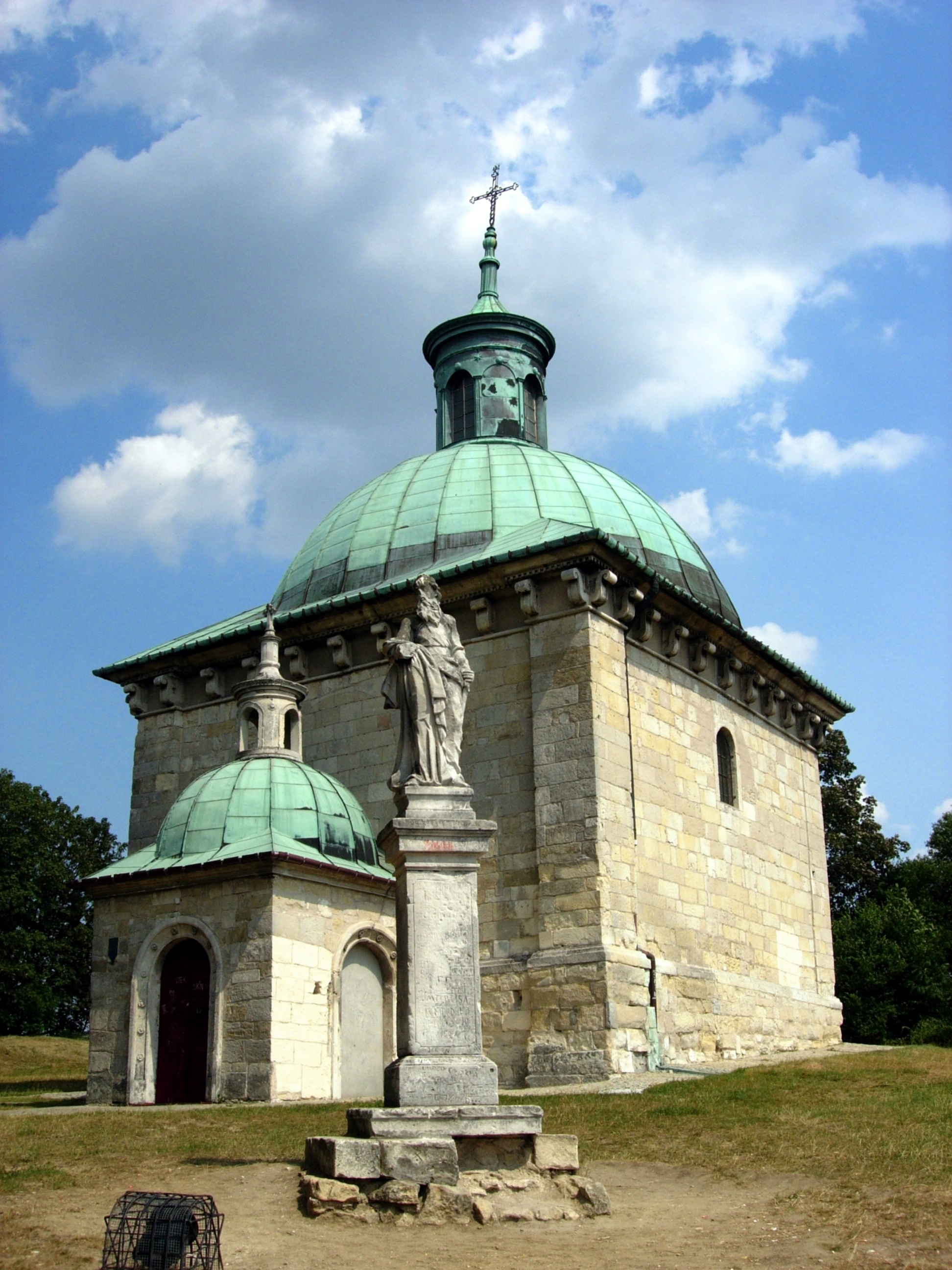
Capilla de Santa Ana en Pińczów.
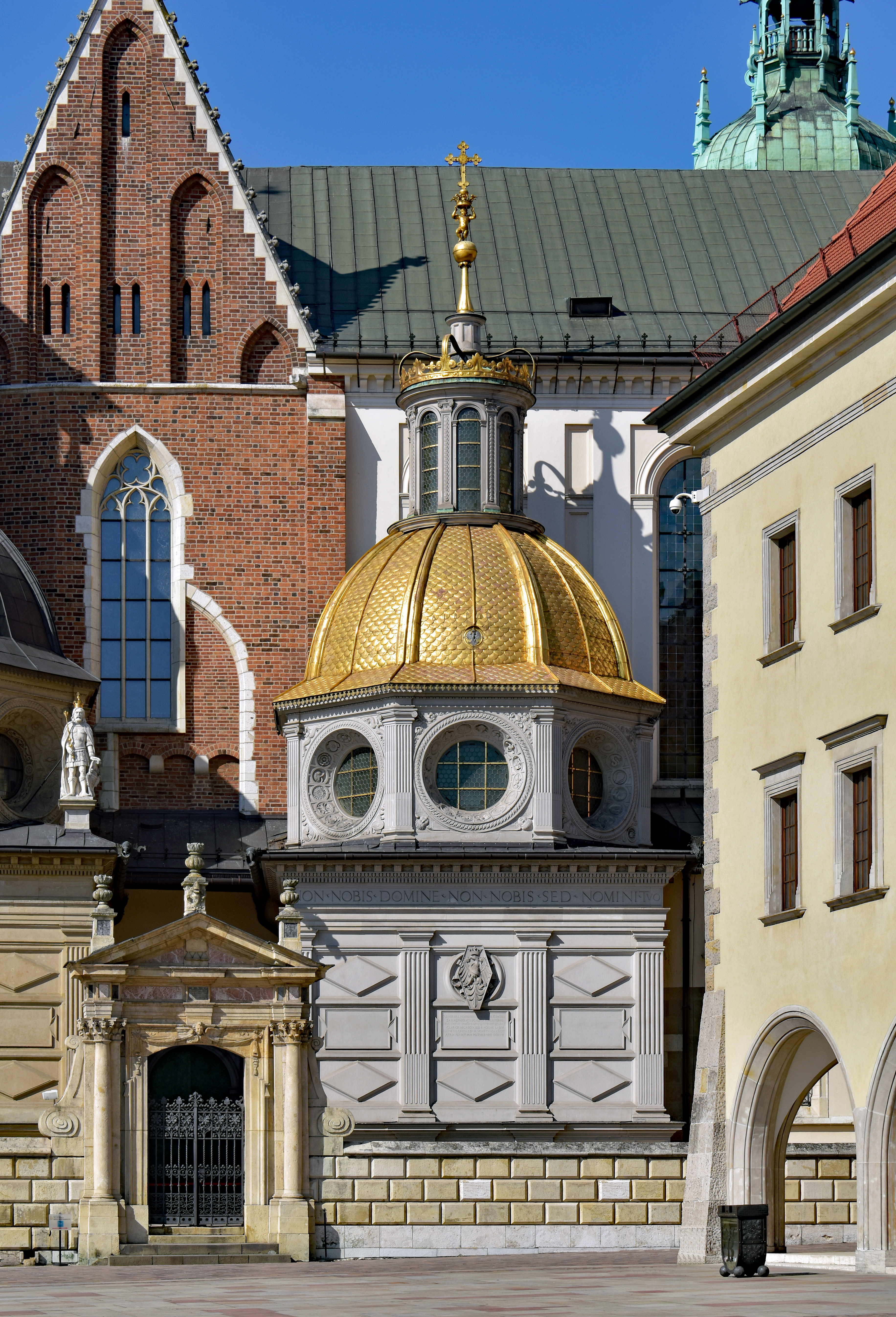
Capilla de Segismundo.
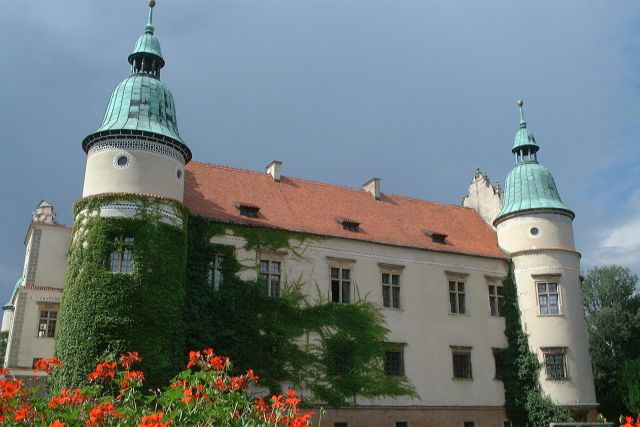
Baranów Sandomierski
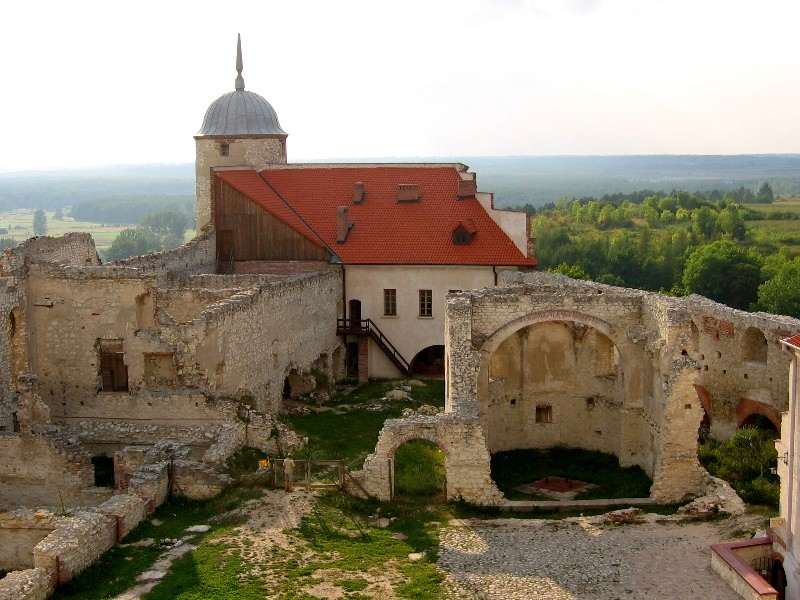
Janowiec
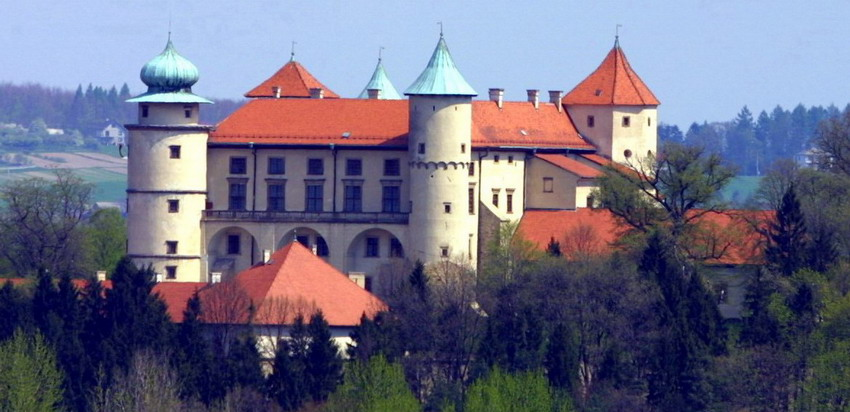
Nowy Wiśnicz